# Megophrys montana
Megophrys montana es una especie de anfibio anuro de la familia Megophryidae. Es endémica de la isla de Java y, quizá, de Sumatra (Indonesia).